# Модель 3C
Модель 3C (англ. 3C’s Model) — модель построения бизнес-стратегии, так называемый стратегический треугольник, разработанная японским бизнес-гуру Кэнъити Омаэ.
Согласно этой концепции, при разработке стратегии компании должны быть учтены цели и интересы трех основных игроков, образующих стратегический треугольник:
1. Компания (Corporation)
2. Клиенты (Customer)
3. Конкуренты (Competitors)

Только в этом случае возможно достижение конкурентного преимущества.

## Клиенты
В первую очередь, необходима правильная сегментация рынка, позволяющая сосредоточить усилия на удовлетворении нужд одной или нескольких групп клиентов.
Омае выделяет следующие виды сегментации рынка:
- Сегментация по целям — дифференциация потребителей на основании способов использования продуктов компании.
- Сегментация по охвату потребителей — компания должна оптимизировать охват рынка таким образом, чтобы её маркетинговые затраты не превышали или были меньше таких же затрат конкурентов, то есть найти компромисс между затратами на маркетинг и охватом рынка.
- Ресегментация — на высоко конкурентных рынках эффективность сегментации существенно снижается, поскольку все участники сегментируют рынок практически одинаково. Чтобы добиться конкурентного преимущества, нужно заново изучить потребности группы ключевых клиентов и постараться выяснить, чего же они хотят на самом деле. Затем, на основании полученных сведений, построить более эффективную сегментацию.

При разработке стратегии необходимо также учитывать возможные структурные изменения сегментов из-за изменений целей потребителей или географического/демографического распределения потребителей.

## Компания
Стратегия компании должна быть направлена на максимизацию конкурентных преимуществ в функциональных областях, являющихся ключевыми для достижения успеха в отрасли и включать в себя:
- Определение ключевых функций компании и поддержание превосходства в ключевых функциях.
- Избирательность и последовательность — создание преимущества в одной ключевой функции позволит обогнать конкурентов и в остальных. В некоторых отраслях ключевые функции постоянно изменяются, поэтому критичной может оказаться способность компании учитывать это и быстро перенаправлять ресурсы в нужную функциональную область.
- Оптимизацию ключевых функций.
- Повышение эффективности функций с точки зрения затрат за счет:
  - Снижения издержек;
  - Большей разборчивости в выборе принимаемых заказов, производимых продуктов, выполняемых функций;
  - Совместного (с другими бизнес-единицами или компаниями) использования ресурсов[2].

## Конкуренты
Для создания стратегий, направленных на конкурентов, нужно искать любые различия во всех корпоративных функциях от закупки и разработки до продаж и обслуживания. Обнаруженные различия должны быть оценены относительно всех определяющих прибыль элементов (цена, объем, издержки).
Омаэ предлагает следующие стратегии:
- Использовать в качестве источника положительной дифференциации имидж продукта или компании. Эффективно в случаях, когда сложно выделиться за счет характеристик самого продукта или способов его распространения.
- Использовать реальные функциональные преимущества, сохраняя и увеличивая разрыв, полученный за счет положительной дифференциации.
- Использовать к собственной выгоде разницу в структуре прибыли и затрат[3].